# Monnina blakeana
Monnina blakeana är en jungfrulinsväxtart som beskrevs av Standley. Monnina blakeana ingår i släktet Monnina och familjen jungfrulinsväxter. Inga underarter finns listade i Catalogue of Life.